# Walter Guglielmone
Walter Fernando Guglielmone Gómez (ur. 11 kwietnia 1978 w Salto) – urugwajski piłkarz występujący na pozycji napastnika. Zawodnik klubu BIT FC.

## Kariera klubowa
Guglielmone karierę rozpoczynał w 1999 roku w zespole Club Nacional. W tym samym roku wywalczył z nim wicemistrzostwo Urugwaju. Po tym osiągnięciu odszedł do drużyny Frontera Rivera. Potem grał w Montevideo Wanderers, a w 2002 roku wrócił do Club Nacional. W połowie tego samego roku podpisał kontrakt z francuskim AC Ajaccio. W Ligue 1 zadebiutował 3 sierpnia 2002 roku w zremisowanym 2:2 pojedynku z RC Strasbourg. W Ajaccio spędził rok.
W 2003 roku Guglielmone ponownie został graczem Club Nacional i wywalczył z nim drugie wicemistrzostwo Urugwaju. W 2004 roku przeszedł do Danubio, z którym w tym samym roku zdobył mistrzostwo Urugwaju. Po tym sukcesie wyjechał do Meksyku, gdzie grał w zespołach CF Pachuca oraz Jaguares de Chiapas. Następnie występował w urugwajskich drużynach Peñarol oraz Liverpool Montevideo.
W 2007 roku Guglielmone przeszedł do azerskiego klubu İnter Baku. W 2008 roku zdobył z nim mistrzostwo Azerbejdżanu, a w 2009 roku z 17 bramkami na koncie został królem strzelców Premyer Liqa. W tym samym roku przeniósł się do Neftçi PFK. Spędził tam rok.
Potem występował w paragwajskim Club Guaraní, Montevideo Wanderers oraz brazylijskim Pelotas, a w 2012 roku trafił do chińskiego zespołu BIT FC z China League One.

## Kariera reprezentacyjna
W reprezentacji Urugwaju Guglielmone rozegrał 2 spotkania. Zadebiutował w niej 20 lipca 2001 roku w przegranym 0:1 meczu fazy grupowej Copa América z Hondurasem. Na tamtym turnieju, zakończonym przez Urugwaj na 4. miejscu, zagrał jeszcze w meczu o 3. miejsce, również z Hondurasem (2:2, 4:5 w rzutach karnych).